# 凯迪·亚诺什
凯迪·亚诺什（匈牙利語：Kajdi János，1939年12月30日—1992年4月10日），匈牙利男子拳击运动员。他曾代表匈牙利参加1964年、1968年和1972年夏季奥林匹克运动会拳击比赛，获得一枚银牌。